# Organ
Organul (din greacă: organon - unealtă) reprezintă o structură diferențiată în cadrul organismului, alcătuit dintr-un grup de țesuturi (dintre care numai un tip de țesut poate fi predominant), care îndeplinesc unele funcții determinate în cadrul organismului dat.

## Sisteme de organe
Sistemele de organe sunt un grup de organe, care îndeplinesc aceeași funcție.
- Sistem nervos
- Sistem cardiovascular
- Sistem imunitar
- Sistem digestiv
- Sistem limfatic
- Sistem scheletic - (schelet)
- Sistem respirator
- Sistem endocrin
- Sistem muscular
- Sistem reproducător
- Sistemul excretor
- Sistemul locomotor

## Organe animale
Organele animalelor sunt foarte asemănătoare cu cele ale oamenilor, dar sunt mai mici sau mai mari depinzând de animal. Împreună acestea formează un organism. Unele organe la animale sunt mult mai bine adaptate decât cele ale omanenilor, ca de exemplu: organele de simt ochii, urechile. La câteva dintre animale organele lucrează identic ca la om, de ex: inima,intestinele,pancreasul.